# Yan (staat)
Yan (燕) was een van de Strijdende Staten in China. Het lag in het noordoosten van het rijk, voor een deel in huidig Noord-Korea.

## Bestaan
Rond het jaar 300 vóór Christus breidde Yan haar gebied een flink eind oostwaarts uit, door het te veroveren op barbaren.

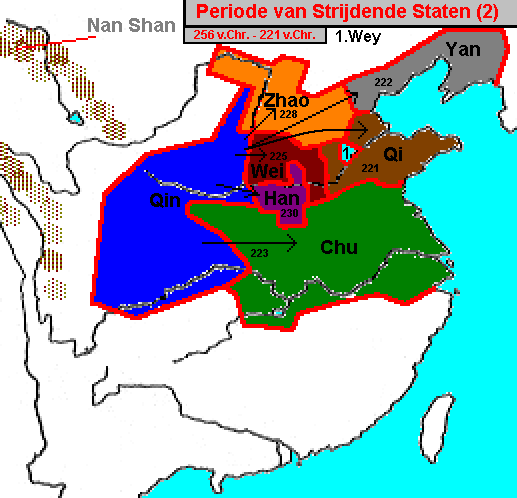
Verovering van Yan door Qin

In het jaar 222 v.Chr. werd de Yan-staat als een van de laatsten veroverd door Qin.

## Korte heropleving
Vier eeuwen later probeerde Gongsun Yuan in 238 de oude Yan-staat terug op te richten, en verklaarde zichzelf Koning van Yan. Maar Sima Yi van Wei versloeg hem al snel en hij werd terechtgesteld.